# Houston Open
Shell Houston Open är en professionell golftävling på den amerikanska PGA Touren. Tävlingen har spelats årligen sedan 1946, och har de senaste åren arrangerats antingen i mars eller april månad i Texas på Golf Club of Houston utanför staden Humble, norr om Houston.
Tävlingen har sedan 1992 Shell Oil Company och Houston Golf Association som huvudsponsorer.

## Historia
Tävlingen inrättades 1946 och spelades då på River Oaks Country Club under namnet Houston Open, en upplaga Byron Nelson vann. Året därpå bytte tävlingen spelplats till Memorial Park Golf Course. År 1948 spelades ingen tävling, men 1949 arrangerades den på Pine Forest Country Club för att 1950 spelas på BraeBurn Country Club. Mellan åren 1951 till 1963 var åter Memorial Park spelplats för tävlingen. Åren 1964 och 1965 spelades tävlingen på Sharpstown Country Club för att sedan spelas på Champions Golf Club mellan 1966 och 1971, med undantag för 1969 då golfbanan var värd åt US Open. År 1972 flyttades tävlingen till Westwood Country Club och 1973 samt 1974 spelades tävlingen på Quail Valley Country Club. År 1975 byttes återigen spelplatsen och Woodlands Country Club var värd åt tävlingen till 1984, för att sedan flyttas till TPC at The Woodlands där tävlingen spelades till 2002.
År 2003 flyttades tävlingen till sin nuvarande spelplats; Redstone Golf Club, som 2013 bytte namn till The Golf Club of Houston.
Tävlingen har sedan 2007 spelats veckan före US Masters, vilket gör tävlingen den sista för spelarna att kunna kvalificera sig för majortävlingen veckan efter.
I juni 2016 annonserande Shell att de inte kommer förlänga sponsorkontraktet efter 2017 års upplaga. Efter 26 år av samarbete med PGA Tour så innehar de det tredje längsta företagssamarbetet med touren efter AT&T och Honda.

## Vinnare
| År                               | Spelare             | Resultat      | Mot par       | Segermarginal | Runner(s)-up                                   |              |
| Houston Open                     | Houston Open        | Houston Open  | Houston Open  | Houston Open  | Houston Open                                   | Houston Open |
| -------------------------------- | ------------------- | ------------- | ------------- | ------------- | ---------------------------------------------- | ------------ |
| 2018                             | Ian Poulter         | 269           | -19           | Särspel       | Beau Hossler                                   |              |
| Shell Houston Open               |                     |               |               |               |                                                |              |
| 2017                             | Russell Henley      | 268           | −20           | 3 slag        | Kang Sung-hoon                                 |              |
| 2016                             | Jim Herman          | 273           | −15           | 1 slag        | Henrik Stenson                                 |              |
| 2015                             | J. B. Holmes        | 272           | −16           | Särspel       | Jordan Spieth, Johnson Wagner                  |              |
| 2014                             | Matt Jones          | 273           | −15           | Särspel       | Matt Kuchar                                    |              |
| 2013                             | D. A. Points        | 272           | −16           | 1 slag        | Billy Horschel, Henrik Stenson                 |              |
| 2012                             | Hunter Mahan        | 272           | −16           | 1 slag        | Carl Pettersson                                |              |
| 2011                             | Phil Mickelson      | 268           | −20           | 3 slag        | Chris Kirk, Scott Verplank                     |              |
| 2010                             | Anthony Kim         | 276           | −12           | Särspel       | Vaughn Taylor                                  |              |
| 2009                             | Paul Casey          | 277           | −11           | Särspel       | J. B. Holmes                                   |              |
| 2008                             | Johnson Wagner      | 272           | −16           | 2 slag        | Chad Campbell, Geoff Ogilvy                    |              |
| 2007                             | Adam Scott          | 271           | −17           | 3 slag        | Stuart Appleby, Bubba Watson                   |              |
| 2006                             | Stuart Appleby (2)  | 269           | −19           | 6 slag        | Bob Estes                                      |              |
| 2005                             | Vijay Singh (3)     | 275           | −13           | Särspel       | John Daly                                      |              |
| 2004                             | Vijay Singh (2)     | 277           | −11           | 2 slag        | Scott Hoch                                     |              |
| 2003                             | Fred Couples        | 267           | −21           | 4 slag        | Stuart Appleby, Mark Calcavecchia, Hank Kuehne |              |
| 2002                             | Vijay Singh         | 266           | −22           | 6 slag        | Darren Clarke                                  |              |
| 2001                             | Hal Sutton          | 278           | −10           | 3 slag        | Joe Durant, Lee Janzen                         |              |
| 2000                             | Robert Allenby      | 275           | −13           | Särspel       | Craig Stadler                                  |              |
| 1999                             | Stuart Appleby      | 279           | −9            | 1 slag        | John Cook, Hal Sutton                          |              |
| 1998                             | David Duval         | 276           | −12           | 1 slag        | Jeff Maggert                                   |              |
| 1997                             | Phil Blackmar       | 276           | −12           | Särspel       | Kevin Sutherland                               |              |
| 1996                             | Mark Brooks         | 274           | −14           | Särspel       | Jeff Maggert                                   |              |
| 1995                             | Payne Stewart       | 276           | −12           | Särspel       | Scott Hoch                                     |              |
| 1994                             | Mike Heinen         | 272           | −16           | 3 slag        | Tom Kite, Jeff Maggert, Hal Sutton             |              |
| 1993                             | Jim McGovern        | 199^          | −17           | Särspel       | John Huston                                    |              |
| 1992                             | Fred Funk           | 272           | −16           | 2 slag        | Kirk Triplett                                  |              |
| Independent Insurance Agent Open |                     |               |               |               |                                                |              |
| 1991                             | Fulton Allem        | 273           | −15           | 1 slag        | Billy Ray Brown, Mike Hulbert, Tom Kite        |              |
| 1990                             | Tony Sills          | 204^          | −12           | Särspel       | Gil Morgan                                     |              |
| 1989                             | Mike Sullivan       | 280           | −8            | 1 slag        | Craig Stadler                                  |              |
| 1988                             | Curtis Strange (3)  | 270           | −18           | Särspel       | Greg Norman                                    |              |
| Big "I" Houston Open             |                     |               |               |               |                                                |              |
| 1987                             | Jay Haas            | 276           | −12           | Särspel       | Buddy Gardner                                  |              |
| Houston Open                     |                     |               |               |               |                                                |              |
| 1986                             | Curtis Strange (2)  | 274           | −14           | Särspel       | Calvin Peete                                   |              |
| 1985                             | Raymond Floyd       | 277           | −11           | 1 slag        | David Frost Bob Lohr                           |              |
| Houston Coca-Cola Open           |                     |               |               |               |                                                |              |
| 1984                             | Corey Pavin         | 274           | −10           | 1 slag        | Buddy Gardner                                  |              |
| 1983                             | David Graham        | 275           | −9            | 5 slag        | Lee Elder, Jim Thorpe, Lee Trevino             |              |
| Michelob-Houston Open            |                     |               |               |               |                                                |              |
| 1982                             | Ed Sneed            | 275           | −9            | Särspel       | Bob Shearer                                    |              |
| 1981                             | Ron Streck          | 198^          | −15           | 3 slag        | Hale Irwin, Jerry Pate                         |              |
| 1980                             | Curtis Strange      | 266           | −18           | Särspel       | Lee Trevino                                    |              |
| Houston Open                     |                     |               |               |               |                                                |              |
| 1979                             | Wayne Levi          | 268           | −16           | 2 slag        | Mike Brannan                                   |              |
| 1978                             | Gary Player         | 270           | −18           | 1 slag        | Andy Bean                                      |              |
| 1977                             | Gene Littler        | 276           | −12           | 3 slag        | Lanny Wadkins                                  |              |
| 1976                             | Lee Elder           | 278           | −10           | 1 slag        | Forrest Fezler                                 |              |
| 1975                             | Bruce Crampton (2)  | 273           | −15           | 2 slag        | Gil Morgan                                     |              |
| 1974                             | Dave Hill           | 276           | −12           | 1 slag        | Rod Curl, Steve Melnyk, Andy North             |              |
| 1973                             | Bruce Crampton      | 277           | −11           | 1 slag        | Dave Stockton                                  |              |
| 1972                             | Bruce Devlin        | 278           | −10           | 2 slag        | Tommy Aaron, Lou Graham, Doug Sanders          |              |
| Houston Champions International  |                     |               |               |               |                                                |              |
| 1971                             | Hubert Green        | 280           | −4            | Särspel       | Don January                                    |              |
| 1970                             | Gibby Gilbert       | 282           | −2            | Särspel       | Bruce Crampton                                 |              |
| 1969                             | Ingen tävling       | Ingen tävling | Ingen tävling | Ingen tävling | Ingen tävling                                  |              |
| 1968                             | Roberto De Vicenzo  | 274           | −10           | 1 slag        | Lee Trevino                                    |              |
| 1967                             | Frank Beard         | 274           | −10           | 1 slag        | Arnold Palmer                                  |              |
| 1966                             | Arnold Palmer (2)   | 275           | −9            | 1 slag        | Gardner Dickinson                              |              |
| Houston Classic                  |                     |               |               |               |                                                |              |
| 1965                             | Bobby Nichols (2)   | 273           | −11           | 1 slag        | Bruce Devlin, Chi-Chi Rodríguez                |              |
| 1964                             | Mike Souchak (2)    | 278           | −6            | 1 slag        | Jack Nicklaus                                  |              |
| 1963                             | Bob Charles         | 268           | −12           | 1 slag        | Fred Hawkins                                   |              |
| 1962                             | Bobby Nichols       | 278           | −2            | Särspel       | Jack Nicklaus , Dan Sikes                      |              |
| 1961                             | Jay Hebert          | 276           | −4            | Särspel       | Ken Venturi                                    |              |
| 1960                             | Bill Collins        | 280           | −8            | Särspel       | Arnold Palmer                                  |              |
| 1959                             | Jack Burke, Jr. (2) | 277           | −11           | Särspel       | Julius Boros                                   |              |
| Houston Open                     |                     |               |               |               |                                                |              |
| 1958                             | Ed Oliver           | 281           | −7            | 1 slag        | Roberto De Vicenzo, Jay Hebert                 |              |
| 1957                             | Arnold Palmer       | 279           | −9            | 1 slag        | Doug Ford                                      |              |
| 1956                             | Ted Kroll           | 277           | −11           | 3 slag        | Jack Burke, Jr., Dave Douglas                  |              |
| 1955                             | Mike Souchak        | 273           | −15           | 2 slag        | Jerry Barber                                   |              |
| 1954                             | Dave Douglas        | 277           | −11           | 2 slag        | Cary Middlecoff                                |              |
| 1953                             | Cary Middlecoff (2) | 283           | −5            | Särspel       | Jim Ferrier, Shelley Mayfield                  |              |
| 1952                             | Jack Burke, Jr.     | 277           | −11           | 6 slag        | Frank Stranahan                                |              |
| 1951                             | Marty Furgol        | 277           | −11           | 1 slag        | Jack Burke, Jr.                                |              |
| 1950                             | Cary Middlecoff     | 277           | −11           | 3 slag        | Pete Cooper                                    |              |
| 1949                             | Johnny Palmer       | 272           | −16           | 1 slag        | Cary Middlecoff                                |              |
| 1948                             | Ingen tävling       | Ingen tävling | Ingen tävling | Ingen tävling | Ingen tävling                                  |              |
| 1947                             | Bobby Locke         | 277           | −11           | 5 slag        | Johnny Palmer , Ellsworth Vines                |              |
| 1946                             | Byron Nelson        | 274           | −10           | 2 slag        | Ben Hogan                                      |              |

^Tävlingen spelades över 54 hål p.g.a. dåligt väder.

## Flerfaldiga vinnare
Nio spelare har vunnit tävlingen mer än en gång år 2017.
- 3 vinster
  - Curtis Strange: 1980, 1986, 1988
  - Vijay Singh: 2002, 2004, 2005
- 2 vinster
  - Cary Middlecoff: 1950, 1953
  - Jack Burke, Jr.: 1952, 1959
  - Mike Souchak: 1955, 1964
  - Bobby Nichols: 1962, 1965
  - Arnold Palmer: 1957, 1966
  - Bruce Crampton: 1973, 1975
  - Stuart Appleby: 1999, 2006